# 偶陵
偶陵，是中国五胡十六国後秦开国皇帝文桓帝姚兴的陵墓。
416年二月，姚兴去世，其子姚泓秘不发丧，姚泓杀死姚愔、吕隆、吕超後，再给姚兴发丧，葬在偶陵。姚兴墓在今陕西省西安市高陵区城东五里大纪村，今麦张村附近，占地约三千平方米。